# Альпухарра-де-ла-Сьєрра
Альпухарра-де-ла-Сьєрра (ісп. Alpujarra de la Sierra) — муніципалітет в Іспанії, у складі автономної спільноти Андалусія, у провінції Гранада. Населення — 1119 осіб (2010).
Муніципалітет розташований на відстані близько 380 км на південь від Мадрида, 45 км на південний схід від Гранади.
На території муніципалітету розташовані такі населені пункти: (дані про населення за 2010 рік)
- Голько: 37 осіб
- Месіна-Бомбарон: 638 осіб
- Монтенегро: 7 осіб
- Єхен: 437 осіб

## Демографія
Динаміка населення (INE ):

## Галерея зображень

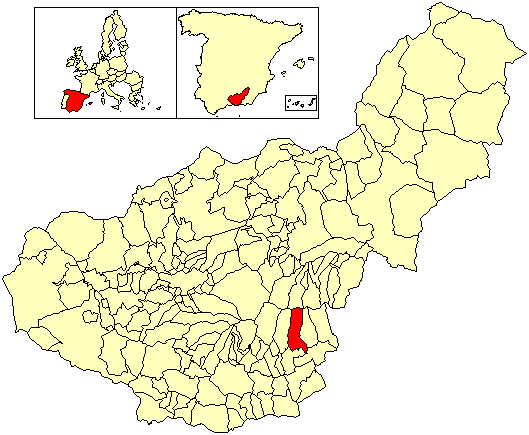
Розташування муніципалітету у провінції Гранада